# Templo de Cláudio (Colchester)
O Templo de Cláudio (TEMPLVM CLAVDII) ou Templo do Divino Cláudio (TEMPLVM DIVI CLAVDII) era um grande templo construído em Camuloduno, a moderna Colchester em Essex. O edifício principal foi construído entre 49 e 60 d.C, embora acréscimos tenham sido feitas ao longo da era romana. Hoje é a base do Castelo de Colchester. É um dos pelo menos oito templos pagãos da era romana em Colchester.